# 영덕 나들목
영덕 나들목(Yeongdeok  IC)은 경상북도 영덕군 영덕읍 남산리에 설치된 서산영덕고속도로의 34번 나들목이자 서산영덕고속도로의 종점이다. 국도 제7호선을 통해 강구면, 영덕읍내로 진출할 수 있으며, 2016년 12월 26일에 개통되었다.

## 역사
- 2009년 12월 30일 : 나들목 신설을 위해 영덕군 도시계획시설 교통광장에 강구면 소월리 일원을 영덕 나들목으로 고시[1]
- 2016년 12월 23일 : 개통일을 12월 26일로 연기[2]
- 2016년 12월 26일 : 당진영덕고속도로 상주 ~ 영덕 구간 개통과 함께 영업 개시[3]

## 구조물 정보
- 위치: 경상북도 영덕군 영덕읍 남산리

## 접속하는 도로
- 국도 제7호선 (동해대로)

## 영덕 요금소
영덕 요금소(盈德料金所, Yeongdeok TG)는 경상북도 영덕군 강구면 원직리 산12-3에 위치한 서산영덕고속도로 본선 상의 요금소이다. 2016년 12월 26일에 서산영덕고속도로 상주 ~ 영덕 구간이 개통하면서 영업을 개시하였다. 요금소 시설 위에 대게 모형을 얹어놓았다.

## 교통량 정보
영덕 요금소 기준이다.
| 요금소        | 통행량 (대/일) | 통행량 (대/일) | 통행량 (대/일) | 통행량 (대/일) | 각주  |
| 요금소        | 2016년         | 2017년         | 2018년         | 2019년         | 각주  |
| ------------- | -------------- | -------------- | -------------- | -------------- | ----- |
| 영덕 (폐쇄식) | 7,897          | 4,821          | 4,154          | 4,319          | [ 4 ] |